# PDC Development Tour
Die PDC Development Tour (2011, 2012 und 2014: PDC Youth Tour, 2013: PDC Challenge Tour) ist eine Serie von Dartsturnieren, die seit 2011 von der PDC für junge Spieler veranstaltet wird. Neben einer Altersbegrenzung ist es Voraussetzung, dass die Teilnehmer nicht zu den besten 32 Spielern der PDC World Rankings gehören.
Anhand des erspielten Preisgeldes wird eine turniereigene Rangliste (Development Tour Rankings) erstellt. Die beiden besten zwei Spieler erhalten eine Tour Card für die PDC Pro Tour. Die Dritt- bis Achtplatzierten dürfen kostenlos an der PDC Qualifying School teilnehmen.

## Geschichte
Im Jahr 2011 führte die PDC die sogenannte PDC Youth Tour neu ein. Die Dartsturnierserie umfasste zu Beginn insgesamt 15 Turniere für Spieler zwischen 14 und 21 Jahren. 2013 wurde die PDC Youth Tour einmalig als PDC Challenge Tour für Spieler zwischen 14 und 25 Jahren geführt. Im Jahr 2014 wurde wieder die PDC Youth Tour sowie zusätzlich die PDC Challenge Tour für einen anderen Teilnehmerkreis durchgeführt. Seit 2015 werden jährlich Turniere der PDC Development Tour veranstaltet.

## Bedeutung der PDC Development Tour für weitere PDC-Turniere
Die PDC Development Tour bietet den Spielern die Möglichkeit, sich für höherklassige Turniere und Turnierserien zu qualifizieren:
PDC Major Events
- PDC World Darts Championship – die zwei höchstplatzierten Spieler des Development Tour Rankings, die nicht auf anderem Weg qualifiziert sind, starten in der 1. Runde des Turniers
- Grand Slam of Darts – der bestplatzierte Spieler des Development Tour Rankings, der nicht auf anderem Wege qualifiziert ist, startet in der Gruppenphase des Turniers
- UK Open – die acht bestplatzierten Spieler des Development Tour Rankings des Vorjahres, die keine Tour Card erwerben konnten, starten in der 1. Runde des Turniers[2]
- World Masters – die acht bestplatzierten Spieler des Development Tour Rankings des Vorjahres, die keine Tour Card erwerben konnten, starten in der Gruppenphase des Turniers[3]

PDC Pro Tour
- PDC Tour Card – die zwei höchstplatzierten Spieler des Development Tour Rankings, die nicht auf anderem Wege eine Tour Card erspielt haben, erhalten eine 2-Jahres-Tour-Card
- PDC Qualifying School – die Top 16 der Vorjahres Development Tour Rankings sind direkt teilnahmeberechtigt für die Endrunde, der sogenannten Final Stage, der Qualifying School und müssen nicht in der Vorrunde, der sogenannten First Stage, antreten.[4]

## Austragungen
| Jahr                      | Zeitraum                                                        | Turnieranzahl       | Spieler mit den meisten Titeln                                             |
| ------------------------- | --------------------------------------------------------------- | ------------------- | -------------------------------------------------------------------------- |
| 2011 (PDC Youth Tour)     | 19. Februar – 22. Oktober                                       | 15                  | Michael van Gerwen (4)                                                     |
| 2012 (PDC Youth Tour)     | 21. April – 4. November                                         | 20                  | Arron Monk (6)                                                             |
| 2013 (PDC Challenge Tour) | 23. Februar – 29. September                                     | 18                  | Ross Smith (4)                                                             |
| 2014 (PDC Youth Tour)     | 1. März – 8. Oktober                                            | 16                  | Dimitri Van den Bergh (3)                                                  |
| 2015                      | 25. April – 18. Oktober                                         | 16                  | Berry van Peer, Dimitri Van den Bergh, Mike De Decker, Bradley Kirk (je 2) |
| 2016                      | 26. März – 16. Oktober                                          | 19                  | Dean Reynolds (6)                                                          |
| 2017                      | 18. Februar – 5. November                                       | 20                  | Luke Humphries (5)                                                         |
| 2018                      | 14. April – 4. November                                         | 20                  | Luke Humphries, Ted Evetts (je 3)                                          |
| 2019                      | 9. März – 3. November                                           | 20                  | Ted Evetts (8)                                                             |
| 2020                      | 29. Februar – 27. September                                     | 10                  | Ryan Meikle, Keane Barry (je 2)                                            |
| 2021                      | UK: 20. August – 31. Oktober European: 20. August – 7. November | UK: 12 European: 12 | UK: Bradley Brooks (3) European: Rusty-Jake Rodriguez (5)                  |
| 2022                      | 18. Februar – 8. Oktober                                        | 24                  | Nathan Rafferty, Josh Rock (je 5)                                          |
| 2023                      | 31. März – 19. August                                           | 24                  | Gian van Veen (6)                                                          |
| 2024                      | 23. Februar – 13. Oktober                                       | 24                  | Wessel Nijman (7)                                                          |
| 2025                      | 21. Februar – 12. Oktober                                       | 24                  | Cam Crabtree, Beau Greaves (je 3)                                          |